# Nyssodesmus tristani
Nyssodesmus tristani är en mångfotingart som först beskrevs av Pocock 1909.  Nyssodesmus tristani ingår i släktet Nyssodesmus och familjen Platyrhacidae. Inga underarter finns listade i Catalogue of Life.